# Махарадзе, Герасим Фомич
Герасим Фомич Махарадзе (груз. გერასიმე თომას ძე მახარაძე, 25 апреля 1881, Озургетский уезд, Кавказское наместничество — 14 сентября 1937, Тбилиси) —  социал-демократ, депутат Государственной думы II созыва от Кутаисской губернии, видный политический деятель Демократической республики Грузия.

## Биография
Сын псаломщика, владел землёй. С 1888 года учился в Озургетском духовном училище, окончил его в 1895 году по первому разряду с рекомендацией к переводу в 1 класс Кутаисской духовной семинарии.
В семинарии выступил одним из организаторов кружков самообразования, за что, в наказание, был изгнан из семинарии на 6 месяцев. Позднее снова принят.
В 1901 году после окончания семинарии зачислен за казённый счёт в духовную академию. Однако учиться в академии не стал, а поступил на восточный факультет Санкт-Петербургского университета, там состоял в сообществе студентов «Касса радикалов». В 1902 году арестован за участие в антиправительственной демонстрации и после 3-месячного заключения административно выслан из Петербурга. Поступил в Юрьевский университет, где вошёл в «Союзный совет объединенных землячеств и организаций» на правах представителя грузинского землячества.

### Революционная деятельность
В феврале 1904 году арестован за участие в демонстрации по поводу русско-японской войны и после 7 месяцев тюремного заключения выслан под надзор полиции на Кавказ. В конце 1904 и начале 1905 года работал как пропагандист в Баку и Огурзети под партийной кличкой «Герман». Член Бакинского комитета РСДРП, меньшевик. Участвовал в Гурийском восстании и в создании так называемой Гурийской республики. В конце 1905 году из-за угрозы ареста перешёл на нелегальное положение. В начале 1906 работал под той же кличкой в Тифлисском комитете партии. Сотрудничал в легальных грузинских социал-демократических газетах.

### В Государственной Думе
6 февраля 1907 избран в Государственную думу II созыва от общего состава выборщиков Кутаисского губернского избирательного собрания. Входил в Социал-демократическую фракцию. Член Финансовой комиссии. С думской трибуны не выступал. 2 марта полиция вторглась на петербургскую квартиру Махарадзе, где происходило заседание социал-демократической партии, о чём депутаты И. И. Киреенко и С. Н. Салтыков обратились с жалобой к Столыпину. Судя по протоколам V (Лондонского) съезда РСДРП, принимал в нём участие совместно с депутатом Г. Е. Белоусовым, однако в список делегатов и гостей они внесены не были и сведений о предоставлении им съездом решающего или совещательного голоса нет.

### Последующий арест
После роспуска Думы в июне 1907 года арестован по делу социал-демократической фракции. 4 декабря того же года Особым присутствием Сената осуждён по 100 статье и первой части 102 статьи Уголовного Уложения на 4 года каторжных работ, позднее по болезни каторга была заменена 6 годами тюрьмы. Отбывал в Николаеве (1908—1909) и Вильно (1911—1913). Заболел острым психическим расстройством, находился на излечении в больнице близ Вильно. В 1913 году родители Махарадзе подали на высочайшее имя прошение о его помиловании в связи с умопомешательством, однако положительного ответа не последовало. В том же году освобождён из тюрьмы после окончания срока и сослан в село Тасеево Канского уезда Енисейской губернии. Там занимался сельским хозяйством. Два с половиной года был старостой сообщества ссыльнопоселенцев. В 1916 примкнул к циммервальдскому движению. В начале 1917 нелегально выехал в Иркутск.

### Участие в революции
После Февральской революции 1917 года, в марте, вместе с другими бывшими ссыльными-«втородумцами» приехал в Петроград, до мая 1917 работал в Исполкоме Петросовета, затем уехал в Тифлис, где занял пост товарища (заместителя) председателя местного Совета рабочих и солдатских депутатов.

### В независимой Грузии

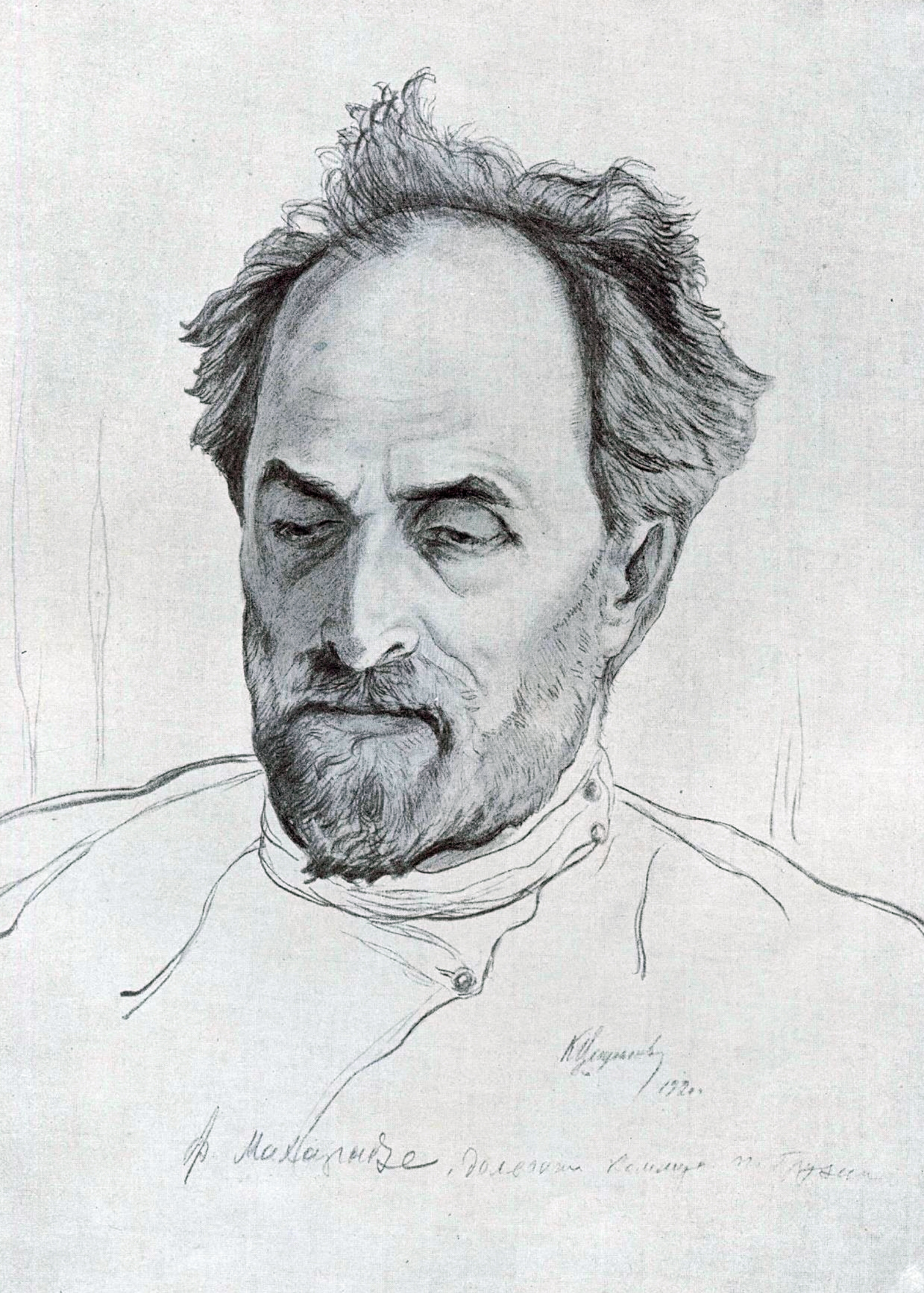
Г. Махарадзе на Втором конгрессе Коминтерна (1920). Портрет работы И. Бродского

26 мая 1918 года подписал Декларацию независимости Грузии. После провозглашения независимости Грузии в 1918 году избран в парламент, позднее — в Учредительное собрание Грузии. Занимал пост товарища (заместителя) министра внутренних дел Грузии И. И. Рамишвили (разошёлся с ним по политическим вопросам). 21 июля 1918 в монастыре Самеба вместе с Иваном Лордкипанидзе, Александром Дгебуадзе и Джугели добился примирения между различными группами горцев (казбекцами, гергетцами, сионцами). Вместе с Н. Н. Жордания выступал за единый фронт с большевиками. Летом 1919 года вместе с Урушадзе приезжал в Баку для переговоров с бакинскими большевиками о создании единого антиденикинского фронта. В 1919 году назначен первым полномочным послом Грузии в Армении. 9—10 апреля 1920 в качестве посла Грузии в Армении участвовал в Закавказской мирной конференции в Тифлисе. В 1920 году Полномочный представитель Демократической республики Грузия в Советской России, в частности, 9 декабря 1920 подписал соглашения о порядке оптации (принятия) грузинского гражданства. В январе 1921 года был принят И. В. Сталиным.

### В советское время
После установления советской власти в Грузии отошёл от политической деятельности. В декабре 1921 года находился в Москве и был включён в Центральную Редакционную Коллегию Государственного Издательства, но в январе 1922 уже отбыл в Грузию. С августа 1921 по апрель 1922 работал в Наркомпроде Грузии заведующим информацией в издательском отделе. В апреле 1922 — июне 1923 служил на должности экономиста в обществе «Цекавшири», статистик в Особом марганцевом управлении. В июне 1923 — августе 1925 эксперт в марганцевом обществе «Чемо». С октября 1925 по февраль 1929 заведовал рядом отделов в Высшем совете народного хозяйства Грузии. В феврале 1929—1931 организовал артель «Мелангума», был председателем её правления. В 1931 году после объединения артелей Общества бывших политкаторжан в производственный комбинат «Политкаторжанин» являлся товарищем председателя этого комбината. Постановлением президиума Грузинского отделения Всесоюзного общества бывших политкаторжан и ссыльнопоселенцев по результатам ревизии «Политкаторжанина» снят с должности.
Репрессирован. В расстрельном списке по Грузинской ССР от 26 июня 1937 года отнесён к «первой категории», список утверждён подписями Сталина, Кагановича, Ворошилова и Микояна. Через полтора месяца, 10 августа 1937 имя Махарадзе снова появляется в расстрельном списке, на этот раз список одобрен Сталиным, Молотовым, Кагановичем
Расстрелян 14 сентября 1937 года

### Архивы
- Государственный архив Российской Федерации. Фонд 533. Опись 2. Дело 1227. Фонд 1278. Опись 1 (2-й созыв). Дело 271; Дело 588. Лист 2-4;
- АП РФ. Опись 24. Дело 409. Лист 225. Дело 410. Лист 210.